# 名将言行録
『名将言行録』（めいしょうげんこうろく）は、戦国時代の武将から江戸時代中期の大名までの192名の言動を浮き彫りにした人物列伝。幕末の館林藩士・岡谷繁実が1854年（安政元年）から1869年（明治2年）までの15年の歳月をかけて完成させた。
全70巻と補遺からなり、主に武田信玄、上杉謙信、織田信長、明智光秀、豊臣秀吉、伊達政宗、徳川家康などの天下を競った戦国大名から、森長可といった安土桃山時代の戦国武将、江戸時代の譜代大名で老中を務めた戸田忠昌、赤穂浪士の討ち入りを指揮した大石良雄など、多くの時代の人物について、その人物の言行、逸話を記録している。
有名武将の多彩なエピソードが記述してあるため、作家が小説やドラマを作成する際、参考文献として使われることがある。フィクションのみならず、戦国武将を題材にした書籍においても、人物像を紹介する際に出典として援用されることがある。
作者の岡谷は館林藩藩主・秋元志朝に仕えていたが、維新後致仕し、余生を研究に費やした。旧主秋元志朝などのパトロンからの支援を受けながら、16年の歳月を経て『名将言行録』は完成された。編纂に辺り、岡谷は様々な史料を博捜したらしいが、当時巷間で流布していた話を参集しただけの箇所もあり、入念な調査、検証を行ったわけではない。そのため整合性の合わない記述なども散見され、史実と乖離しているという指摘も受けており、歴史学界では信頼性に乏しい「俗書」扱いをされている。

## 収録されている人物
以下は収録順。氏名は本書記載のものに拠る。
1. 北条長氏
2. 北条氏康
3. 北条氏規
4. 北条綱成
5. 太田資長
6. 太田資正
7. 長野業正
8. 尼子経久
9. 山中幸盛
10. 今川義元
11. 三好長慶
12. 龍造寺隆信
13. 荒木村重
14. 毛利元就
15. 毛利秀元
16. 吉川元春
17. 吉川元長
18. 吉川広家
19. 小早川隆景
20. 武田晴信
21. 武田信繁
22. 板垣信形
23. 原虎胤
24. 山本晴幸
25. 甘利晴吉
26. 馬場信房
27. 山県昌景
28. 高坂昌信
29. 内藤昌豊
30. 真田幸隆
31. 真田昌幸
32. 真田信幸
33. 上杉輝虎
34. 上杉景勝
35. 宇佐美定行
36. 本荘繁長
37. 甘糟景持
38. 甘糟清長
39. 杉原親憲
40. 直江兼続
41. 藤田信吉
42. 織田信長
43. 柴田勝家
44. 佐々成政
45. 滝川一益
46. 丹羽長秀
47. 丹羽長重
48. 佐久間信盛
49. 佐久間盛政
50. 明智光秀
51. 明智光春
52. 細川藤孝
53. 細川忠興
54. 前田利家
55. 前田利長
56. 前田利常
57. 堀秀政
58. 堀直政
59. 堀直寄
60. 稲葉貞通
61. 中川清秀
62. 前田玄以
63. 森長康
64. 山内一豊
65. 池田輝政
66. 蒲生氏郷
67. 竹中重治
68. 長宗我部元親
69. 長宗我部盛親
70. 宇喜多直家
71. 宇喜多秀家
72. 島津義久
73. 島津義弘
74. 島津家久
75. 伊達政宗
76. 戸次鑑連
77. 高橋鎮種
78. 立花宗茂
79. 豊臣秀吉
80. 黒田孝高
81. 黒田長政
82. 蜂須賀家政
83. 富田知信
84. 佐野了伯
85. 鍋島直茂
86. 加藤嘉明
87. 中村一氏
88. 田中吉政
89. 加藤光泰
90. 浅野長政
91. 浅野幸長
92. 堀尾吉晴
93. 増田長盛
94. 渡辺了
95. 大谷吉隆
96. 長束正家
97. 福島正則
98. 可児吉長
99. 福島治重
100. 大崎長行
101. 吉村宣充
102. 加藤清正
103. 石田三成
104. 島友之
105. 小西行長
106. 藤堂高虎
107. 京極高次
108. 寺沢広高
109. 松倉重政
110. 仙石秀久
111. 脇坂安治
112. 片桐貞盛
113. 木村重成
114. 後藤基次
115. 真田幸村
116. 真田幸昌
117. 徳川家康
118. 徳川秀忠
119. 徳川家光
120. 徳川秀康
121. 徳川忠吉
122. 徳川義直
123. 徳川頼宣
124. 徳川頼房
125. 徳川光圀
126. 池田光政
127. 松平正之
128. 鳥居忠吉
129. 酒井忠次
130. 大須賀康高
131. 内藤正成
132. 本多重次
133. 大久保忠世
134. 天野康景
135. 鳥居元忠
136. 本多正信
137. 平岩親吉
138. 板倉勝重
139. 本多忠勝
140. 榊原康政
141. 大久保忠隣
142. 井伊直政
143. 酒井忠世
144. 本多正純
145. 板倉重宗
146. 安藤直次
147. 成瀬正成
148. 中山信吉
149. 酒井忠利
150. 安藤重信
151. 永井直勝
152. 青山忠俊
153. 水野勝成
154. 阿部正次
155. 久世広宣
156. 井伊直孝
157. 土井利勝
158. 酒井忠勝
159. 松平信綱
160. 阿部忠秋
161. 板倉重昌
162. 堀田正盛
163. 秋元泰朝
164. 久世広之
165. 土屋数直
166. 板倉重矩
167. 阿部重次
168. 安藤重長
169. 柳生宗矩
170. 大久保忠教
171. 石谷貞清
172. 北条氏長
173. 伊丹康勝
174. 井上正利
175. 青山幸利
176. 戸田忠昌
177. 堀田正俊
178. 土屋政直
179. 北条氏綱
180. 斎藤利政
181. 野中止
182. 津軽為信
183. 佐竹義宣
184. 東政義
185. 大石良雄
186. 伊達忠宗
187. 松平忠昌
188. 熊沢伯継
189. 本多忠朝
190. 松平定綱
191. 松平忠次
192. 水野忠善

## その他
- 『名将言行録』では情報が慕い寄るような人格を「風度」と称し、風度の高低によって、軍師を評価している。

## 書籍
- 『名将言行録 新訳 大乱世を生き抜いた192人のサムライたち』兵頭二十八編訳、PHP研究所、2008年10月。ISBN 978-4-569-70266-7。
- 『名将言行録』 上、北小路健・中沢恵子編訳、教育社〈教育社新書　原本現代訳　16〉、1980年4月。ISBN 4-315-40097-1。
- 『名将言行録』 中――知行と情とは車の両輪、鳥の翅のごとし　氏郷 (2)、北小路健・中沢恵子編訳、教育社〈教育社新書　原本現代訳　17〉、1980年4月。ISBN 4-315-40098-X。
- 『名将言行録』 下――人の人生は重荷を負うて遠き道を行くがごとし　家康、北小路健・中沢恵子編訳、教育社〈教育社新書　原本現代訳　18〉、1980年4月。ISBN 4-315-40099-8。

他にも多数の出版社より過去何度も再版されている。